# Filip Stevanović
Filip Stevanović (serbisch-kyrillisch Филип Стевановић; * 25. Oktober 2002 in Užice, BR Jugoslawien) ist ein serbischer Fußballspieler, der aktuell als Leihspieler von Manchester City beim FK Partizan Belgrad unter Vertrag steht.

## Karriere

### Verein
Stevanović wuchs in Arilje im Südwesten Serbiens auf, wo er beim lokalen Amateurverein OFK Vranić Arilje mit dem Fußballspielen begann. Im Jahr 2011 wechselte er in die Jugendakademie des FK Partizan Belgrad. Am 9. Dezember 2018 gab er im Alter von 16 Jahren sein Debüt in der serbischen SuperLiga, als er beim 3:0-Heimsieg gegen FK Rad Belgrad in der 82. Spielminute für Đorđe Ivanović eingewechselt wurde. In der verbleibenden Spielzeit 2018/19 kam er zu drei weiteren Einsätzen.
In der folgenden Spielzeit 2019/20 gelang ihm der Durchbruch bei Partizan. Beim 3:0-Heimsieg in der 2. Qualifikationsrunde zur UEFA Champions League 2019/20 gegen den walisischen Verein Connah’s Quay Nomads traf er erstmals für seinen Verein Drei Tage später (3. Spieltag) erzielte er beim 4:0-Heimsieg gegen den FK Mačva Šabac sein erstes Ligator. Zwei Wochen später markierte er im Stadtderby gegen den FK Rad Belgrad einen Doppelpack. In dieser Saison bestritt er 25 Ligaspiele, in denen ihm sieben Treffer und drei Vorlagen gelangen.
Am 31. Oktober 2020 wurde sein Wechsel zum englischen Erstligisten Manchester City bekanntgegeben, der zum 1. Januar 2021 vollzogen wurde. Beide Vereine einigten sich jedoch, dass Stevanović bis Saisonende auf Leihbasis bei Partizan verbleibt.

### Nationalmannschaft
Stevanović ist seit Oktober 2020 serbischer U21-Nationalspieler.